# Relacions culturals
Les relacions culturals són interaccions recíproques entre dues o més cultures, incloent una gamma d'activitats que són realitzades tant per actors estatals com no estatals, dins de l'espai conegut com la societat civil i cultural. Els resultats globals de les relacions culturals són un millor coneixement entre les parts, una millor connectivitat i comprensió mútua, i l'establiment d'intercanvis i diàleg beneficiosos entre estats, pobles, actors no estatals i cultures.
A través d'eines de política pública com la diplomàcia pública i la diplomàcia cultural (d'estat a persones), estats i d'altres agents institucionals creen organismes de comunicació estratègica, amb l'objectiu de promoure i enfortir la seva política d'exteriors i influir en l'opinió pública d'una altra cultura o territori.
Les relacions culturals es poden distingir dels projectes estatals de diplomàcia pública en la multiplicitat d'agents que hi intervenen. Es consideren un component tangible de les relacions Internacionals en el sentit que ajuden a definir un espai on interactuen una gamma ampla d'actors no estrictament governamentals, amb l'objectiu de promoure diàleg intercultural que pot ser qualsevol a favor de, o en contra, els interessos nacionals d'actors estatals.
A causa del creixent pes específic de les plataformes digitals a l'hora de crear estats d'opinió. Les relacions culturals cada cop tenen més en compte aquests espais que faciliten un diàleg i una participació global.

## Agents
Les relacions culturals poden ser exercides per diferents agents, depenent de l'objectiu i de la tipologia de les mateixes. Principalment, les relacions culturals es duen a terme mitjançant un seguit d'agents no estatals establerts transnacionalment. Això inclou ciutats, societat civil, institucions educatives, institucions culturals i artístiques, instituts de recerca, corporacions i empreses, fins i tot individus que treballin en xarxa, a Internet. Això no significa que els actors estatals estiguin exclosos de les relacions culturals. Hi ha certa relació entre els agents culturals estatals i els responsables de la relació cultural.